# 다카가미네촌
다카가미네촌(일본어: 鷹峯村)은 일본 교토부 오타기군에 설치되었던 촌이다.